# چهارطاقی رکن‌آباد
چهار طاقی رکن آباد مربوط به دوران‌های تاریخی پس از اسلام است و در جاده شیراز به اصفهان بعد از پلیس راه شیراز واقع شده و این اثر در تاریخ ۲ آبان ۱۳۸۲ با شمارهٔ ثبت ۱۰۴۹۹ به‌عنوان یکی از آثار ملی ایران به ثبت رسیده است.